# トゥーサン・ルーヴェルチュール
フランソワ＝ドミニク・トゥーサン・ルヴェルチュール、またはトゥサン・ルヴェチ、トゥーサン・ブレダ（François-Dominique Toussaint Louverture, ハイチ語: Tousen Louvèti, Toussaint Bréda、1743年 - 1803年4月7日）は、（フランス革命期の）ハイチの独立運動（ハイチ革命）指導者であり、ジャン＝ジャック・デサリーヌ等とともにハイチ建国の父の一人と看做されている。一般にL'Ouvertureと綴られることも多いが、彼の兄弟や息子はLouvertureと綴り、歴史家にもその傾向がある。

## 生い立ち
現在のハイチにあたる、イスパニョーラ島のフランス王国植民地カプ＝フランセ（現在のカパイシャン）近傍にある、ブレダ農園に生まれた。
トゥーサンの父祖は祖父ゴー＝ギヌーまで西アフリカのダホメ王国（現在のベナン）のアラダ（ダホメ王家の発祥の地）の首長であったが、トゥーサンの父イポリト・ゴーは捕えられて奴隷としてブレダの不在領主のノエ伯爵に売られた。トゥーサンは彼の長男で5月20日か11月1日（諸聖人の日、フランス語でトゥーサン）に生まれた。ブレダ姓は地名に因む。
農園の管理者ベヨン・ド・リベルタは“比較的に人間的で親切な”管理人で、トゥーサンに読み書きを奨めた。トゥーサンは普段ハイチ・クレオールの単語やフォン語を使っていたが、これにより自由黒人である司祭ピエール・バティストからフランス語の基礎とラテン語を学ぶことができた。トゥーサンの教育の高さ、父から受けた薬草の知識や身体能力などはベヨンを喜ばせ、家畜の管理・治療や奴隷の教育係を任された。トゥーサンは、御者・獣医学・数学などの技能や知識を習得し、“奴隷としては比較的富裕”であった。
1774年に法的に解放され、植民地政府の記録では13エーカーの土地と15人の奴隷をコーヒー栽培のために借りている。彼は熱心なカトリックであり、また高位のフリーメーソンリーでもあった。禁欲的で質素な生活をし、菜食主義者であった。
子持ちの女性シュザンヌ・シモーヌ・バティストと結婚し連れ子のプラシドの他にイサークとサン＝ジャンをもうけた。語られるところによれば、トゥーサンは11人の子があり、8人は庶出であるという。独学で歴史書や啓蒙思想書に親しんだ。

## 反乱と交渉

トゥーサン・ルーヴェルチュール

1789年にフランスで革命が勃発すると、1790年には「自由・平等・博愛」のメッセージがサン＝ドマングにも届けられた。フランス国民議会はすべての人が自由で平等であると宣言し、フランス軍兵士はポルトープランスに上陸し黒人やムラートと友愛的に交わった。しかしサン＝ドマングのプランテーション経営者は人権宣言の効力を否定した。そのため各地で奴隷の反乱が起こった。トゥーサンは（裕福な有色人種の）ヴァンサン・オジェの指導する有色人種の権利を叫んだ1790年10月の反乱には加わらなかった。それらは容赦なく弾圧された。1791年8月に北県で奴隷の反乱が起こるとトゥーサンも自分が動揺しているのに気付いた。
初めのうちトゥーサンは反乱による破壊や流血に対し否定的であった。彼は反乱の指導者たちと関係があったのは確実だと考えられているが、数ヶ月間彼の主人の奴隷たちやその農園を保った。反乱が拡大し白人が脅されるようになると、トゥーサンは主人とその家族をスペイン植民地サント・ドミンゴ総督領の安全な場所へ彼自身の家族の手で逃し、自らは農園を焼き白人やムラートを殺している奴隷たちの拠点へ向かった。トゥーサンはその後すぐに反乱指導者たちの不適切さと白人の自由主義派と妥協しようとしていることを非難し始めた。そして経験を生かして彼らを権威的に指導しゲリラ戦の中で訓練した。1793年には彼はジョルジュ・ビアスーの仲間になっていた。トゥーサンはその中において階級を上げ、また彼が率いた黒人部隊は熱病にやられて指揮を欠いたヨーロッパの軍隊に対して驚くほど勝利を収めていった。
フランス革命戦争が起きると1793年にはスペインとフランスも戦争状態となり、黒人司令官たちはイスパニョーラ島の東3分の2を占めるサント・ドミンゴのスペイン人を支持した。トゥーサンはナイトに叙され、将軍としても認められ、並外れた軍事的能力を見せつけて、甥のモイズ、将来のハイチの君主となるジャン＝ジャック・デサリーヌやアンリ・クリストフなどの有名な戦士たちを魅了した。また彼は敵の守備を開くことが得意であったのでルヴェルチュール（フランス語で「開く」）との別名が付けられ、これを彼は姓とした。8月29日には黒人指導者として、
と檄を飛ばした。この年の後半にイギリス軍はポルトープランスを含むサン＝ドマングの沿岸部の大半を占領した。
北部でトゥーサンが勝利し、南部ではムラートがこれに続き、沿岸部をイギリス軍が占領したのでフランスも事態を認めざるを得なくなった。1793年パリの革命政府の代表部であったレジェ＝フェリシテ・ソントナとエチエンヌ・ポルヴェレは黒人に反革命軍と外国部隊に勝利すれば自由を与えると約束した。1794年2月4日ジャコバン派の国民公会はこの命令を確認しフランス全領土での奴隷廃止を決めた。これを受けて、5月にはトゥーサンは共和主義者となりフランスに寝返った。イギリスとスペインが奴隷廃止を認めなかったためだった。トゥーサンの元同盟者への裏切りとスペイン人の虐殺は後に強く非難されることになった。トゥーサンの転向が決定的となるとサン＝ドマングの司令官エティエンヌ・ラヴォーは彼に准将の位を与えた。イギリス軍はこれに慌て、スペイン人は追放された。
トゥーサンの増大する影響力の元でフランスの黒人及びムラート、白人の連合軍はイギリス軍とスペイン軍を破った。1794年1月にはトゥーサンの軍は1週間に7度イギリス軍を破った。トゥーサンは新しく出てきたパンシナのムラートの指導者とも争っていた。

## フランス革命政府の元で
1795年にはトゥーサンはよく知られた人物となっていた。黒人から尊敬を集め、多くの白人やムラートからもサン＝ドマングの経済を建て直す助けになるとみられていた。彼はフランス革命政府の法を無視してプランテーション経営者が戻ることを認め、元奴隷たちを軍令で働くように命じた。彼は人々は自然には怠惰であると信じ、怠惰を防ぐためには強制も必要だと考えた。ただし、労働者はもはや鞭打たれることはなく、法的には自由で平等であった。そして再建されたプランテーションの利益を分け合った。トゥーサンは和解を説き、また「多数派であるアフリカ生まれの黒人は白人やヨーロッパ化されたムラートから学ぶべきことが多くある」と信じていたせいもあり、人種間の緊張は緩和した。
ラヴォーは1796年にサン＝ドマングを離れた。フランス革命政府の弁務官の後任にソントナが就いた。彼はトゥーサンの統治を認め階級を少将に上げた。しかしトゥーサンはヨーロッパを根絶やしにしようとする白人の過激派であるソントナに無神論、粗雑さ、倫理なき攻撃性などを観て、彼の提案を拒んだ。いくつかの策略を費やして1797年にトゥーサンはソントナを追放した。
次いでフランスと交戦中であるイギリスは損失が大きかったためトゥーサンとの秘密交渉に及んだ。1798年及び1799年の条約でイギリス軍は完全撤退を保証し、サン＝ドマングは利益の出る貿易をイギリス及びアメリカ合衆国と始めた。武器や商品と引換えに砂糖を売りトゥーサンは英領であったジャマイカおよび米国南部を侵さないと約束した。イギリスは彼を独立国ハイチの王として認めると提案したが、彼はイギリスが奴隷制を続けていることを不審に思いそれを拒んだ。イギリス軍は1798年に撤退した。
フランスによる名目の上官として総裁政府の代表者ガブリエル・エドゥヴィルが1798年に赴任した。エドゥヴィルはトゥーサンを南部で半独立状態であったムラートのアンドレ・リゴーと対立するように仕向けた。しかしトゥーサンはそれに気付き、エドゥヴィルを逃亡させた。エドゥヴィルの後任にはフィリップ・ルームがあたった。1799年10月の血腥い作戦でトゥーサンはリゴーを排除しフランスへの亡命を余儀なくし、南部のムラートの半独立国も破壊された。このジャン＝ジャック・デサリーヌによる粛清は残忍過ぎてムラートとの和解は不可能になった。
1799年5月22日トゥーサンはイギリス及び米国と貿易協定を結んだ。アレクサンダー・ハミルトンは米国における強力な支援者であったが、1801年にトーマス・ジェファーソンが米国大統領に就くとハイチとの友好政策は覆された。
サン＝ドマング全土を掌握すると、トゥーサンは奴隷制を維持していた旧スペイン領サントドミンゴ（1795年のバーゼルの和約でフランス領となっていた）に転じた。そしてフランスの第一執政となったナポレオン・ボナパルトの命令も無視し、1801年1月に侵攻して24日には公式に全島を掌握し奴隷を解放した。そして委員会に諮って植民地独自の憲法を起草、公布し7月7日に施行して全イスパニョーラ島に自らの権限を打ち立てた。

## ルクレールの遠征とトゥーサンの捕縛
トゥーサンは独裁権力に近いかたちで自らを終身総督に任じる憲法を定めた。またカトリックを国教に定め、多くの革命的な軍令も形式的に承認された。フランスは公式には何の承認も与えなかったが、トゥーサンはフランスの自治植民地としてナポレオンに忠誠を示した。
ナポレオンはトゥーサンの地位を認めたが、彼を収益の上がる植民地としてのサン＝ドマングの回復の障害と看做した。奴隷制の再建を否定しつつも、1802年にはナポレオンの義弟のシャルル・ルクレール率いる2万人の遠征軍がサン＝ドマングの再支配を試みた。遠征軍は1月20日に上陸し、トゥーサンと敵対した。トゥーサンの軍はルクレールと戦ったが、月を追う毎に彼の軍からデサリーヌやクリストフなど主だった将校たちがルクレールの側へ離脱した。5月7日ルヴェルチュールはフランスと奴隷廃止を条件にアンネリの農園に引退する協定を結んだ。しかし3週間後ルクレールの部隊は反乱を企てているとの嫌疑をかけてトゥーサンを襲って家族共々捕え、軍艦でフランスへ送った。彼らは7月2日にフランスへ到着した。8月25日トゥーサンはジュラ山脈のドゥー県のジュー要塞へ送られ、監禁されて繰り返し拷問を受けた。1803年4月7日トゥーサンは肺炎で亡くなった。
トゥーサンの死後も戦いは続けられ、トゥーサンの巧みな戦術で打撃を受けたうえに黄熱に悩まされたフランス軍はついにハイチから撤退し、1804年1月にハイチ共和国の独立が宣言された。

## 記念物等

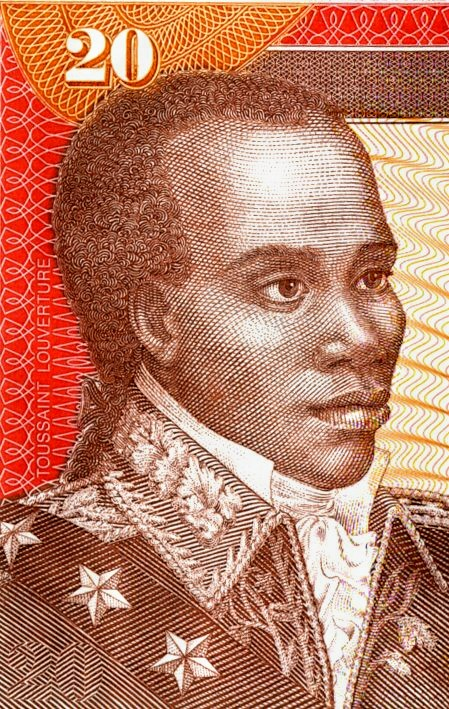
ルーヴェルチュール憲法200周年を記念した20グールド紙幣の図柄

### 映画、ポピュラー音楽
- 1952年のハリウッドの歴史冒険映画 『Lydia Bailey（嵐を呼ぶ太鼓）』ではハイチ独立戦争を舞台にしており脇役でトゥーサンも配置されている。
- トリニダード・トバゴのカリプソ奏者デイヴィド・ラダーの1988年のアルバム『ハイチ』のタイトル曲は "Toussaint was a mighty man, and to make matters worse he was black."（トゥーサンは強い男だったが黒人なのが悪かった）という詞で始まる。
- 2006年ハリウッド俳優のダニー・グローヴァーはドン・チードルをトゥーサン役としてトゥーサンの生涯を描いた映画を撮影すると発表した[6]。2007年にグローヴァーは製作費をベネズエラから受取った[7]。
- サンタナの1971年のアルバム「サンタナⅢ」には、トゥーサンの名前からとった『Toussaint L'Ouverture』という曲がある。

### 文学、芸術
- イギリスの詩人ウィリアム・ワーズワースは『To Toussaint L'Ouverture』と題したソネットを1803年1月に発表した。
- 日本では1890年に少年向け教養雑誌『少年園』に「黒偉人」としてその生涯が紹介された[8]。

### バラ
トゥーサン・ルーヴェルチュールの名を冠したバラの園芸品種がフランスで1849年に作出されている。ブルボン系のオールドローズで、花色は赤である。日本語ではラブチュアとも表記される。
横浜米軍機墜落事件の被害者への追悼のバラ「カズエ」の親種である。